# Saltos ornamentais nos Jogos Olímpicos de Verão de 2012 - Plataforma 10 m sincronizado masculino
A competição de saltos ornamentais na modalidade plataforma de 10 metros sincronizado masculino foi disputada no dia 30 de julho no Centro Aquático, em Londres.

## Medalhistas
| Ouro   | CHN Cao Yuan e Zhang Yanquan     |
| Prata  | MEX Iván García e Germán Sánchez |
| Bronze | USA David Boudia e Nick McCrory  |

## Resultados
| Pos.              | Atletas                                       | Saltos | Saltos | Saltos | Saltos | Saltos | Saltos | Total  |
| Pos.              | Atletas                                       | 1      | 2      | 3      | 4      | 5      | 6      | Total  |
| ----------------- | --------------------------------------------- | ------ | ------ | ------ | ------ | ------ | ------ | ------ |
| Medalha de ouro   | CHN Cao Yuan / Zhang Yanquan                  | 56.40  | 55.80  | 89.28  | 93.06  | 92.88  | 99.36  | 486.78 |
| Medalha de prata  | MEX Iván García / Germán Sánchez              | 51.60  | 50.40  | 87.69  | 95.94  | 92.07  | 91.20  | 468.90 |
| Medalha de bronze | USA David Boudia / Nick McCrory               | 54.60  | 54.00  | 82.56  | 92.13  | 85.14  | 95.04  | 463.47 |
| 4                 | GBR Tom Daley / Peter Waterfield              | 56.40  | 56.40  | 91.08  | 71.28  | 87.69  | 91.80  | 454.65 |
| 5                 | CUB Jeinkler Aguirre / José Guerra            | 54.00  | 51.60  | 81.60  | 80.64  | 89.10  | 93.96  | 450.90 |
| 6                 | RUS Ilya Zakharov / Victor Minibaev           | 52.20  | 52.80  | 84.48  | 84.15  | 88.56  | 87.69  | 449.88 |
| 7                 | GER Patrick Hausding / Sascha Klein           | 52.80  | 54.00  | 84.48  | 78.84  | 84.15  | 91.80  | 446.07 |
| 8                 | UKR Oleksandr Gorshkovozov / Oleksandr Bondar | 52.20  | 51.00  | 83.16  | 75.60  | 82.56  | 88.80  | 433.32 |